# Nordafrikanische Fußballmeisterschaft

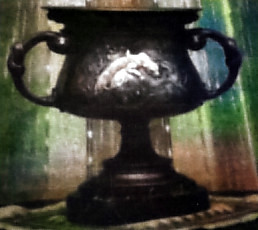
Die Challenge Steeg

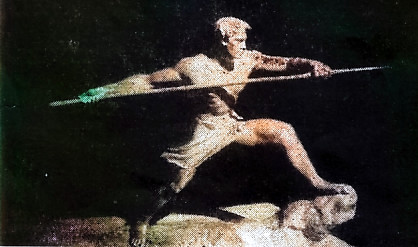
Die Challenge Louis-Rivet

Die nordafrikanische Fußballmeisterschaft, (französisch : Championnat d'Association de Football Nord-Africain) war ein Fußballvereinswettbewerb in den französischen Gebieten Nordafrikas. Der 1921 vom französischen Verband eingeführte Wettbewerb bestand bis 1955, als die Kolonien nach und nach unabhängig wurden. Während des Zweiten Weltkrieges wurde der Wettbewerb zeitweilig ausgesetzt. An dem Wettbewerb nahmen zunächst vier, später fünf Meister aus Marokko, Tunesien und den drei algerischen Regionen Algier, Oran und Constantine teil. Von 1921 bis 1945 wurde um die Challenge Steeg und von 1946 bis 1955 um die Challenge Louis-Rivet gespielt.
Nach der Unabhängigkeit Marokkos und Tunesiens im Jahr 1956 wurde der Wettbewerb unter Beteiligung der drei algerischen Regionen bis zur Unabhängigkeit von Frankreich 1962 als Championnat d'Algérie fortgeführt.

## Titelträger
Championnat d'Association de Football Nord-Africain
| - 1921: ASM Oran - 1922: Sporting Club Bel-Abbès - 1923: FC Blida - 1924: Sporting Club Bel-Abbès - 1925: Sporting Club Bel-Abbès - 1926: Sporting Club Bel-Abbès - 1927: Sporting Club Bel-Abbès - 1928: Gallia Sports Alger - 1929: FC Blida - 1930: AS Saint-Eugénoise - 1931: CDJ Oran | - 1932: 00 US Marocaine Casablanca - 1933: 00 US Marocaine Casablanca - 1934: 00 US Marocaine Casablanca - 1935: 00 Racing Universitaire d’Alger - 1936: 00 Gallia Club Oran - 1937: 00 Gallia Sports Alger - 1938: 00 JBAC Bone - 1939: 00 Racing Universitaire d’Alger - 1940–41: nicht ausgetragen - 1942: 00 US Marocaine Casablanca - 1943–46: nicht ausgetragen | - 1947: Gallia Sports Alger - 1948: Wydad Casablanca - 1949: Wydad Casablanca - 1950: Wydad Casablanca - 1951: Gallia Sports Alger - 1952: US Marocaine Casablanca - 1953: Sporting Club Bel-Abbès - 1954: Sporting Club Bel-Abbès - 1955: ESFM Guelma - 1956: nicht ausgetragen |

Championnat d'Algérie
- 1957: nicht ausgetragen
- 1958: Gallia Sports Alger
- 1959: Olympique Hussein-Dey
- 1960: Sporting Club Bel-Abbès
- 1961: AS Saint-Eugénoise
- 1962: nicht beendet